# Mats Svensson
Mats Gunnar Svensson (Borås, 28 aprile 1943) è un ex nuotatore svedese.

## Carriera
Inizialmente attivo nell'atletica leggera, Svensson cominciò a praticare nuoto frequentando uno zio e un cugino che nuotavano a livello agonistico.
Ottenne alcuni successi a livello nazionale nello stile libero e, all'età di diciannove anni, fu convocato in nazionale prendendo parte ai campionati europei di nuoto 1962, conquistando ben due medaglie in entrambe le gare a cui prese parte: ottenne un oro nella staffetta 4x200 m stile libero insieme ai compagni Hans Rosendahl, Per-Ola Lindberg e Lars-Erik Bengtsson ed un bronzo nella staffetta 4x100 m stile libero insieme a Lindberg, Jan Lundin e Bengt Nordwall.
Due anni dopo, partecipò alle Olimpiadi di Tokyo. Nella gara dei 400 m stile libero si piazzò dodicesimo nelle batterie, non riuscendo ad entrare nella finale destinata ai migliori otto; nella staffetta 4x200 m stile libero conquistò invece la finale e ottenne insieme ai compagni il quinto piazzamento, facendo registrare il record nazionale. Nell'arco della sua carriera, terminata nel 1966, Svensson registrò una ventina di primati nazionali.
Dopo aver lasciato l'agonismo, Mats Svensson lavorò nel settore assicurativo e continuò a restare attivo nel mondo del nuoto ricoprendo incarichi amministrativi a livello di club.

## Palmarès
| Giochi olimpici          | 400 m st. libero       | 4 × 200 m st. libero        |
| 1964 Tokyo Giappone      | 12º in batteria 4'24"6 | 5º - 8'08"0 frazione 2'01"8 |
| Campionati europei       | 4 × 100 m st. libero   | 4 × 200 m st. libero        |
| 1962 Lipsia Germania Est | Bronzo: 3'45"0         | Oro: 8'18"4                 |